# Klein Lukow
Klein Lukow is een plaats en voormalige gemeente in de Duitse deelstaat Mecklenburg-Voor-Pommeren en maakt deel uit van de gemeente Penzlin in het district Mecklenburgische Seenplatte.